# Copeoglossum arajara
Copeoglossum arajara (арахарська мабуя) — вид сцинкоподібних ящірок родини сцинкових (Scincidae). Ендемік Бразилії.

## Поширення і екологія
Арахарські мабуї мешкають в штатах Піауї і Сеара на північному сході Бразилії. Вони живуть в сухих саванах каатинги і серрадо та в анклавах вологих тропічних лісів.